# Cúp quốc gia Scotland 1901–02
 Cúp quốc gia Scotland 1901–02 là mùa giải thứ 29 của giải đấu bóng đá loại trực tiếp uy tín nhất Scotland. Chức vô địch thuộc về Hibernian, khi đánh bại Celtic 1–0 trong trận Chung kết. Đây là lần thứ 2 Hibs vô địch Cúp quốc gia Scotland, rất lâu sau đến năm 2016. Trận Chung kết dự định diễn ra trên sân Ibrox ngày 12 tháng Tư, nhưng thảm họa Ibrox đầu tiên xảy ra một tuần trước trong trận đấu hàng năm giữa Scotland v Anh. Điều đó có nghĩa răng trận Chung kết bị hoãn lại hai tuần và chuyển sang sân Celtic Park, mặc dù Celtic là đội vào chung kết.

## Lịch thi đấu
| Vòng      | Ngày thi đấu đầu tiên  | Số trận đấu | Số đội tham gia |
| --------- | ---------------------- | ----------- | --------------- |
| Vòng Một  | 11 tháng 1 năm 1902    | 16          | 32 → 16         |
| Vòng Hai  | 25 tháng 1 năm 1902    | 8           | 16 → 80         |
| Tứ kết    | tháng Hai (nhiều ngày) | 4           | 8 → 4           |
| Bán kết   | 22 tháng 3 năm 1902    | 2           | 4 → 2           |
| Chung kết | 26 tháng 4 năm 1902    | 1           | 2 → 1           |

## Vòng Một
| Đội nhà              | Tỉ số | Đội khách              |
| -------------------- | ----- | ---------------------- |
| Arbroath             | 3 – 2 | Kilwinning Eglinton    |
| Arthurlie            | 1 – 1 | Port Glasgow Athletic  |
| Ayr                  | 0 – 0 | Dundee                 |
| Celtic               | 3 – 0 | Thornliebank           |
| Falkirk              | 2 – 0 | Lochgelly United       |
| Forfar Athletic      | 3 – 2 | Abercorn               |
| Heart of Midlothian  | 0 – 0 | Cowdenbeath            |
| Hibernian            | 2 – 0 | Clyde                  |
| Inverness Caledonian | 6 – 1 | Stranraer              |
| Kilmarnock           | 4 – 0 | Partick Thistle        |
| Queen's Park         | 7 – 0 | Maxwelltown Volunteers |
| Rangers              | 6 – 1 | Johnstone              |
| St Bernard's         | 1 – 0 | Motherwell             |
| St Mirren            | 1 – 0 | Airdrieonians          |
| Stenhousemuir        | 6 – 1 | Stanley                |
| 3rd Lanark RV        | 0 – 0 | Morton                 |

### Đá lại
| Đội nhà               | Tỉ số | Đội khách           |
| --------------------- | ----- | ------------------- |
| Cowdenbeath           | 0 – 3 | Heart of Midlothian |
| Dundee                | 2 – 0 | Ayr                 |
| Morton                | 2 – 3 | 3rd Lanark RV       |
| Port Glasgow Athletic | 3 – 1 | Arthurlie           |

## Vòng Hai
| Đội nhà               | Tỉ số | Đội khách            |
| --------------------- | ----- | -------------------- |
| Arbroath              | 2 – 3 | Celtic               |
| Falkirk               | 2 – 0 | St Bernard's         |
| Forfar Athletic       | 1 – 4 | Queen's Park         |
| Heart of Midlothian   | 4 – 1 | 3rd Lanark RV        |
| Kilmarnock            | 2 – 0 | Dundee               |
| Port Glasgow Athletic | 1 – 5 | Hibernian            |
| Rangers               | 5 – 1 | Inverness Caledonian |
| St Mirren             | 6 – 0 | Stenhousemuir        |

## Tứ kết
| Đội nhà             | Tỉ số | Đội khách  |
| ------------------- | ----- | ---------- |
| Falkirk             | 0 – 2 | St Mirren  |
| Heart of Midlothian | 1 – 1 | Celtic     |
| Queen's Park        | 1 – 7 | Hibernian  |
| Rangers             | 2 – 0 | Kilmarnock |

### Đá lại
| Đội nhà | Tỉ số | Đội khách           |
| ------- | ----- | ------------------- |
| Celtic  | 2 – 1 | Heart of Midlothian |

## Bán kết
| Rangers | 0 – 2 | Hibernian |
| ------- | ----- | --------- |
|         |       |           |

| St Mirren | 2 – 3 | Celtic |
| --------- | ----- | ------ |
|           |       |        |

## Chung kết
| Hibernian     | 1 – 0 | Celtic |
| ------------- | ----- | ------ |
| McGeachan 75' |       |        |